# Dominion (Tech N9ne)
Dominion è il diciottesimo album in studio del rapper statunitense Tech N9ne, pubblicato nel 2017.

## Tracce
1. Intro (Skit) – 0:40
2. Drama (featuring Tech N9ne & Krizz Kaliko) – 3:30
3. Casket Music (featuring Ces Cru, Tech N9ne & Wrekonize) – 3:47
4. Put Em On (featuring Darrein Safron, Tech N9ne & Stevie Stone) – 3:36
5. Wheels Like Hill (featuring Tech N9ne) – 2:51
6. Nevermind Me (featuring Stevie Stone, Tech N9ne, Krizz Kaliko & Mackenzie Nicole) – 3:53
7. Deevil Cookies (Skit) – 0:15
8. Some Good (featuring J.L. & Tech N9ne) – 3:33
9. Reloaded (featuring Darrein Safron, Tech N9ne & Godemis) – 3:28
10. Bacon (featuring Godemis, Brotha Lynch Hung & Murs) – 3:15
11. Shoe Game (featuring Krizz Kaliko & Mackenzie Nicole) – 3:07
12. The Answer (featuring Ces Cru, Tech N9ne & Krizz Kaliko) – 4:08
13. Salute (featuring Murs, Tech N9ne & ¡Mayday!) – 3:46
14. Fish in a Pita (featuring Tech N9ne & Krizz Kaliko) – 3:06
15. Mo' Ammo (featuring Murs, Tech N9ne & Rittz) – 3:45
16. Stone Interviews (Skit) – 0:49
17. Lowdown (featuring Darrein Safron, Tech N9ne & Ubiquitous) – 4:50
18. Morning Till the Nightfall (featuring Rittz, Tech N9ne, Krizz Kaliko & Wrekonize) – 4:01
19. Take You Down (featuring Mackenzie Nicole, Ryan Bradley & Stevie Stone) – 3:57
20. Interview 2 (Skit) – 0:49
21. Jesus and a Pill (featuring Prozak, Tech N9ne & Krizz Kaliko) – 4:02
22. Angels in the Playground (featuring Stevie Stone, Tech N9ne & Krizz Kaliko) – 4:34
23. Interview 3 (Skit) – 1:15
24. Cold Piece of Work (Preview) (featuring J.L., Tech N9ne & Krizz Kaliko) – 0:30